# Museo Arqueológico de Cachi

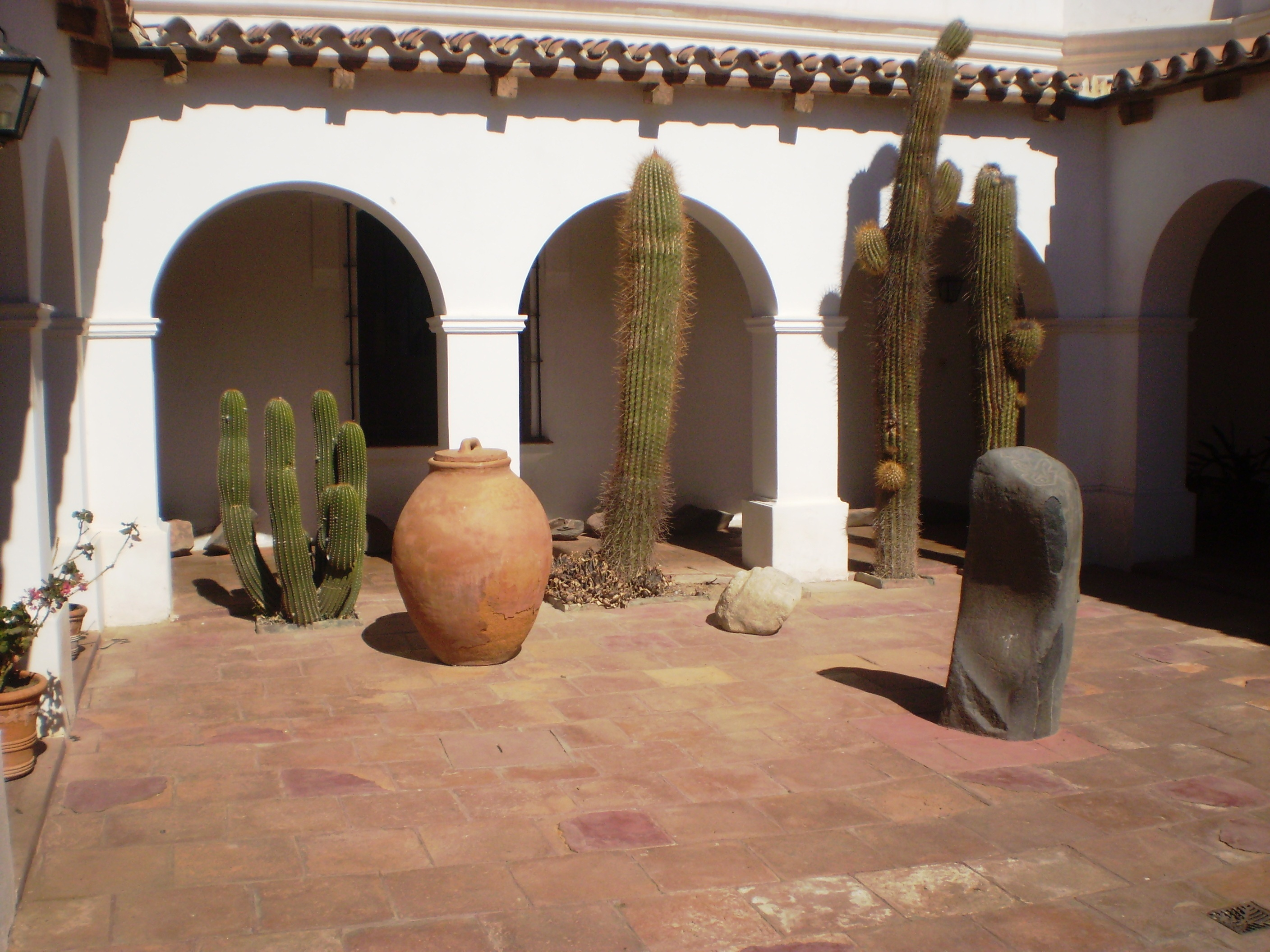
Patio central donde se exhiben grandes piezas cerámicas y líticas

El Museo Arqueológico de Cachi Pío Pablo Díaz es uno de los más importantes museos dedicados a la arqueología del noroeste argentino. Está ubicado en la ciudad de Cachi, en la provincia de Salta, en el norte de los valles Calchaquíes.

## Historia
Fue creado en 1969 a partir de las colecciones reunidas por Pío Pablo Díaz desde años antes. La primera exposición se realizó en 1969.
El inmueble que es la sede actual del museo fue adquirido en 1971. Se trata de un edificio construido a fines del siglo XIX como vivienda familiar. La construcción se desarrolló con las técnicas y materiales propios de la zona (adobe, techos de cañizo, solados cerámicos, etc.) y con diseño típico de galerías y patio central abierto característico de la arquitectura neocolonial. El frente presenta la variable de una serie de arcos ojivales que generan la galería cubierta donde se encuentra el acceso, a diferencia del patio interior que está rodeado por una galería de arcos de medio punto. El edificio forma parte del casco histórico de la localidad.
En 1972 su director Pío Pablo Díaz, con la colaboración de los doctores Myriam Tarragó y Víctor Núñez Regueiro, realizaron la primera organización sistemática de la exhibición.
Díaz dirigió el museo hasta 1993. Durante ese período se realizaron trabajos de exploración en sitios cercanos, como Campo Colorado, Las Pailas, Guitián, La Paya y el descubrimiento del yacimiento Puente del Diablo en La Poma. El museo quedó a cargo del cuidado y preservación de todos los yacimientos arqueológicos de la región.
Desde su creación, el museo estableció un vínculo dinámico y fluido con la comunidad de Cachi y las pequeñas localidades cercanas, promoviendo la participación e intercambio con las instituciones educativas y las escuelas de la zona. Constituye además un atractivo para los turistas que visitan la localidad. En el año 2015, algo menos de 30 000 turistas recorrieron sus salas.
El museo obtuvo el Premio Iberoamericano de Educación y Museos por el proyecto "Arqueologías de la Memoria" a realizarse durante 2018, que tiene como objetivo reforzar la vinculación de los espacios académicos y los investigadores con el conjunto de la comunidad.
Desde diciembre del 2023, la dirección del museo está a cargo de la antropóloga Ana Paula Cevidanes.

## Colecciones
Las colecciones del museo reúnen piezas pertenecientes a diversos períodos de la historia prehispánica de la zona norte de los valles Calchaquíes, que abarcan unos 10 000 años; las más antiguas corresponden a los períodos de poblamiento inicial por comunidades de cazadores-recolectores y culturas agroalfareras. 

El patrimonio del museo está formado por unas 4000 piezas, de las que el 70% permanece en reserva, a disposición de los investigadores.